# 井上尚弥 対 ノニト・ドネア第2戦
井上尚弥 対 ノニト・ドネア第2戦（いのうえなおや たい ノニト・ドネアだい2せん、別名DORAMA IN SAITAMA2(ドラマ･イン･サイタマ2)）は、2022年6月7日にさいたま市のさいたまスーパーアリーナで開催されたプロボクシングの試合。
WBAスーパー・IBF世界バンタム級王者の井上尚弥と、WBC世界バンタム級王者のノニト・ドネアが行う3団体王座統一戦。両者は2019年11月7日に、World Boxing Super Seriesバンタム級第2シーズン決勝戦で対戦しており、2年7か月振りの再戦となった。

## 試合までの経緯

### 井上の王座獲得からWorld Boxing Super Series決勝戦まで
2018年5月25日、大田区総合体育館で井上がWBA世界バンタム級レギュラー王者ジェイミー・マクドネルと対戦し、初回1分52秒TKO勝ちを収め3階級制覇を達成した。
2018年7月5日、ドネアがWorld Boxing Super Seriesに出場することが発表され、7年振りにバンタム級に復帰することとなった。
2018年7月11日、井上がWorld Boxing Super Seriesに出場することが正式に発表された。
2018年10月7日、横浜アリーナで井上がWBA世界バンタム級4位で元WBA世界バンタム級スーパー王者ファン・カルロス・パヤノとWBSS一回戦を行い、1回1分10秒KO勝ちを収め初防衛に成功しWBSSの準決勝に進出した。
2018年11月3日、イギリス・グラスゴーのThe SSE HydroでドネアがWBA世界バンタム級スーパー王者ライアン・バーネットとWBSS一回戦を行い、バーネットが試合中に右側の腹斜筋を痛め棄権を申し出た為、4回終了TKO勝ちを収め、WBAスーパー王座とWBCダイヤモンド王座の獲得に成功するとともに、WBSSの準決勝に進出した。
2019年4月27日、ルイジアナ州ラファイエットのケイジャン・ドームでドネアがWBO世界バンタム級王者ゾラニ・テテとWBSS準決勝を行う予定であったが、テテが肩を故障して欠場した為、代役としてWBA世界バンタム級5位のステフォン・ヤングと対戦することとなった。試合はドネアが6回2分37秒KO勝ちを収め初防衛に成功し、WBSSの決勝に進出した。
2019年5月18日、The SSE Hydroで井上がWBSS準決勝としてIBF世界バンタム級王者エマヌエル・ロドリゲスと対戦し、2回1分19秒でTKO勝ちを収め、WBSS決勝戦への進出を決めると共に、WBA王座の2度目の防衛、並びにIBF王座及びリングマガジン王座獲得に成功した。
2019年11月7日、さいたまスーパーアリーナで行われたWBSSバンタム級決勝で、井上とドネアが対戦。試合は井上が12回3-0（116-111、117-109、114-113）の判定勝ちを収め、WBA王座の王座統一による3度目の防衛、IBF王座の初防衛に成功し、WBSSバンタム級初代王者に輝いた。

#### トーナメント表
|  | 一回戦 2018年10月7日（横浜市・横浜アリーナ） 10月13日（エカテリンブルク・エカテリンブルク・エクスポ） 10月20日（オーランド・CFE・アリーナ） 11月3日（グラスゴー・The SSE Hydro） | 一回戦 2018年10月7日（横浜市・横浜アリーナ） 10月13日（エカテリンブルク・エカテリンブルク・エクスポ） 10月20日（オーランド・CFE・アリーナ） 11月3日（グラスゴー・The SSE Hydro） | 一回戦 2018年10月7日（横浜市・横浜アリーナ） 10月13日（エカテリンブルク・エカテリンブルク・エクスポ） 10月20日（オーランド・CFE・アリーナ） 11月3日（グラスゴー・The SSE Hydro） |          |                        | 準決勝戦 2019年4月27日（ラファイエット・ケイジャン・ドーム） 5月18日（The SSE Hydro） | 準決勝戦 2019年4月27日（ラファイエット・ケイジャン・ドーム） 5月18日（The SSE Hydro） | 準決勝戦 2019年4月27日（ラファイエット・ケイジャン・ドーム） 5月18日（The SSE Hydro） |  |  | 決勝戦 2019年11月7日（さいたま市・さいたまスーパーアリーナ） | 決勝戦 2019年11月7日（さいたま市・さいたまスーパーアリーナ） | 決勝戦 2019年11月7日（さいたま市・さいたまスーパーアリーナ） |
|  | | | |          |                        |                                                                                       |                                                                                       |                                                                                       |  |  |                                                              |                                                              |                                                              |
|  | ● | ライアン・バーネット | 4R 終了 |          |                        |                                                                                       |                                                                                       |                                                                                       |  |  |                                                              |                                                              |                                                              |
|  | ○ | ノニト・ドネア | TKO |          |                        |                                                                                       |                                                                                       |                                                                                       |  |  |                                                              |                                                              |                                                              |
|  | ○ | ノニト・ドネア | TKO |          | ○                      | ノニト・ドネア                                                                        | KO                                                                                    |                                                                                       |  |  |                                                              |                                                              |                                                              |
|  | | | |          | ○                      | ノニト・ドネア                                                                        | KO                                                                                    |                                                                                       |  |  |                                                              |                                                              |                                                              |
|  | | ● | ステフォン・ヤング | 6R 2:37  |                        |                                                                                       |                                                                                       |                                                                                       |  |  |                                                              |                                                              |                                                              |
|  | ○ | ● | ステフォン・ヤング | 6R 2:37  | ゾラニ・テテ           | 12R                                                                                   |                                                                                       |                                                                                       |  |  |                                                              |                                                              |                                                              |
|  | ○ | | |          | ゾラニ・テテ           | 12R                                                                                   |                                                                                       |                                                                                       |  |  |                                                              |                                                              |                                                              |
|  | ● | ミーシャ・アロイヤン | 判定3-0 |          |                        |                                                                                       |                                                                                       |                                                                                       |  |  |                                                              |                                                              |                                                              |
|  | | | |          |                        |                                                                                       |                                                                                       |                                                                                       |  |  | ●                                                            | ノニト・ドネア                                               | 12R                                                          |
|  | | | ○ | 井上尚弥 | 判定3-0                |                                                                                       |                                                                                       |                                                                                       |  |  |                                                              |                                                              |                                                              |
|  | ○ | 井上尚弥 | KO |          |                        |                                                                                       |                                                                                       |                                                                                       |  |  |                                                              |                                                              |                                                              |
|  | ● | ファン・カルロス・パヤノ | 1R 1:10 |          |                        |                                                                                       |                                                                                       |                                                                                       |  |  |                                                              |                                                              |                                                              |
|  | ● | ファン・カルロス・パヤノ | 1R 1:10 |          | ○                      | 井上尚弥                                                                              | KO                                                                                    |                                                                                       |  |  |                                                              |                                                              |                                                              |
|  | | | |          | ○                      | 井上尚弥                                                                              | KO                                                                                    |                                                                                       |  |  |                                                              |                                                              |                                                              |
|  | | ● | エマヌエル・ロドリゲス | 2R 1:19  |                        |                                                                                       |                                                                                       |                                                                                       |  |  |                                                              |                                                              |                                                              |
|  | ○ | ● | エマヌエル・ロドリゲス | 2R 1:19  | エマヌエル・ロドリゲス | 12R                                                                                   |                                                                                       |                                                                                       |  |  |                                                              |                                                              |                                                              |
|  | ○ | | |          | エマヌエル・ロドリゲス | 12R                                                                                   |                                                                                       |                                                                                       |  |  |                                                              |                                                              |                                                              |
|  | ● | ジェイソン・モロニー | 判定2-1 |          |                        |                                                                                       |                                                                                       |                                                                                       |  |  |                                                              |                                                              |                                                              |

### ドネアの王座返り咲きと両者の防衛戦
2020年10月31日、ネバダ州ラスベガスのMGMグランド内ザ・バブルで、井上がWBO世界バンタム級1位及びWBA世界バンタム級3位ジェイソン・モロニーと対戦し、7回2分59秒KO勝利を収めBA王座4度目、IBF王座2度目の防衛に成功した。
2021年5月29日、カリフォルニア州カーソンの ディグニティ・ヘルス・スポーツ・パーク・テニスコートでドネアがWBC世界バンタム級王者ノルディーヌ・ウバーリと対戦し、4回1分52秒KO勝ちを収め1年8ヶ月振りとなる王座返り咲きに成功した。
2021年6月19日、ラスベガスのヴァージン・シアターで井上がIBF世界バンタム級1位の指名挑戦者であり元IBO世界バンタム級王者のマイケル・ダスマリナスと対戦し、3回2分45秒TKO勝ちを収め、WBA王座は5度目、IBF王座の3度目の防衛に成功した。
2021年12月11日、ディグニティ・ヘルス・スポーツ・パーク・テニスコートでドネアがWBC世界バンタム級暫定王者レイマート・ガバリョと対戦し、4回2分59秒KO勝ちを収め団体内王座統一及び初防衛に成功した。
2021年12月14日、両国国技館でIBF世界バンタム級5位及びWBA世界バンタム級10位のアラン・ディパエンと対戦し、8回2分34秒TKO勝ちを収めWBA王座は6度目、IBF王座の4度目の防衛に成功した。

### 対戦決定後の概要から試合まで
2022年3月30日、都内で記者会見が行われ、井上とドネアが2022年6月7日にさいたまスーパーアリーナで3団体統一戦を行うことが発表された。会見で井上は「ドネアとの再戦が決まったとき、正直ワクワクというか、19年11月7日の試合を鮮明に思い出した。そのあとドネアがWBC王者となり、2戦2KOで勝利しているので、自分自身ドネアに興味を持ちましたし、モチベーションもかなり上げてくれる存在になった。一度決着はついていますが、決まったからには必ず前回以上の内容で勝ちます」と抱負を語り、「ここ2戦はドネアがバンタム級にすごくジャストしてきている。バンタム級でも倒し方を自分なりに分かってきているなという感覚を受けた」とドネアを高く評価し、その上で「（3団体統一よりも）自分の中ではドネアとの再戦が一番。ベルトがかかっていてもかかっていなくても、自分はドネアをしっかりと倒す。そこだけを考えてやっていきます。昔から言ってますけど、記録だったりベルトだったりはさほど興味はない。このベルトを取ったとしても、次の階級を上げるとか、そういうところに目標を持っていく。いまはドネアを倒すことに集中している」と話した。一方のドネアは会見内でビデオメッセージで登場し、「お互い強くなっているから興奮度は増している。もう一度やりたいと思っていたから本当に楽しみ」と切り出すと、「（前回の試合は）ファンなら必見の一戦だったと思う。私にとって大きな学びになった試合だった。あの試合が私を生き返らせてくれた。あの試合で戻ってきた（バック）という気持ちになった。ハングリー精神がよみがえった。モチベーションも上がった。井上は強かったが倒せたはずだ、という思いがある。このクラスがホームだと感じた。バンタム級に落として約2年。スピードが戻ってきた。前からあるパワーを加えてスピードとパワーが融合した」と自画自賛し、再戦のイメージを問われると、「自分のパワーを使ってすべてを出し尽くす。賢く、獰猛なファイターになる。勝つために必要なことは何でもする」と具体的なコメントは避けながら、「モンスターを狩るためにワナを仕掛ける」と気持ちを高めていた。
2022年4月15日、井上が日本スーパーバンタム級ユース王者津川龍也やWBOアジア太平洋スーパーバンタム級王者ジェネシス・セルバニアを相手にスパーリングを行った。
2022年4月16日、大橋ボクシングジムがアンダーカードを発表。井上の弟でWBOアジア太平洋スーパーバンタム級王者井上拓真と日本スーパーバンタム級王者古橋岳也による王座統一戦、日本・WBOアジアパシフィックスーパーライト級王者平岡アンディと日本スーパーライト級8位赤岩俊によるタイトルマッチ、日本スーパーバンタム級6位石井渡士也と福永輝によるスーパーバンタム級8回戦、2021年全日本ライトフライ級新人王坂間叶夢と石垣芙季によるライトフライ級6回戦が組まれた。
2022年5月2日、井上がOPBF東洋太平洋スーパーバンタム級王者ピーター・アポリナルやWBO世界スーパーフライ級KJ･カタラジャを招聘し、本格的なスパーリングを再開した。
2022年5月12日、試合まで1ヶ月を切った中で井上がメディアの取材に応じ、「4団体王座統一戦はやれるものならやりたいと思っていますから。やれる可能性も高いと思っています。（大橋秀行）会長とも話していますが、イギリスに行ってもいいと思っています」と語り、ドネア戦の先を見据えていた。
2022年5月19日、井上が練習を公開し、インタビューで今回のドネアとの再戦がドラマ・イン・サイタマ2と言われていることに関して、「今回はドラマにはならないです。一方的に、触れさせずに終わると思います。今回、ドネアは負けたら多分、引退だと思う。まだまだやれる、という前回のような負け方、ドネアが『まだまだやれるんじゃないのか』という、そんな試合にはならないと思う。前回からそのつもりだったのにああいう形になってしまった。自分が納得できていない部分も多いので、今回はミスを犯さずにやりとげたい」と意気込んだ。
2022年5月22日、ドネアが羽田空港着の便で来日。来日時のコメントでドネアは「前回対戦した時よりもコンディションは良く感じているし、調子はいいと思っている」と好調をアピールし、「WBSS決勝、その後の井上の3試合はところどころは映像で見ている。その後の井上の3試合は妻であるレイチェルがしっかり確認して、私に内容を伝えいている。今回は前回と違った戦い方をする。井上も変わっているかもしれないが、同じドネアがくると思ったら間違いだ」と語り、「今までのキャリアで１番大きな試合になるのは間違いない。年齢、キャリアとやってきたが、ボクシングへの情熱、技術は向上していると感じている」と意気込んだ。
2022年5月25日、井上がメディアの代表取材に応じ、来日時にドネアが「前回と同じドネアではない」と発言したことについて「いろいろ策は練ってきていると思いますし、前回12ラウンド手を合わせてお互いに感じているものはあると思う。6月7日は、そこをどちらが引き出しの多さを出せるか。感覚的に戦えるか、そこがカギだと思っています」と語り、ドネアについては「前回、自分との試合でモチベーションを含め、評価を上げてしまったので。今回、自分との戦いが最後に、しっかり花道をつくれれば。自分はそんな思いで臨もうと思っています」とコメントした。
2022年5月31日、ドネアが帝拳ジムでメディアの代表取材に応じ、以前これまでと違うドネアを見せると話したことについて「あの試合から、より強くなったと思う。前回の井上戦は、自分の欲を見つけるような試合になった。今は新しい欲が生まれ、これまで以上に燃えている。今の方が人間的にも良く、より強いボクサーになっている」と語り、「過去は振り返らないし戻ることもない。いにしえの戦（いくさ）では、船で来襲してすべてを掌握するという戦いもあったが、過去は意味をなさない。船は１隻残らず燃やされ、残るのは目的だけだった。生き残った者がすべて制圧するんだ。今はそういう思考でいる。自分が征服者だ。リングで目の前にいる相手もそう見ている」と意気込んだ。
2022年6月3日、横浜ベイシェラトンホテルで最終記者会見が開かれた。井上は「こうして2年7カ月ぶりに再戦が決まり、自分自身非常にワクワクしている。目の前に3本のベルトが並ぶとモチベーションが高まる。6月7日はどんな戦いになるのか、自分にもファンにも楽しみな日になる」と現在の心境を語り、この試合に位置づけを問われると、「バンタム級での4団体統一に向けて大事な試合になる」と王座統一を強調。さらに「目標に向けて自分の中で通過点に過ぎない一戦」とも言い切り、「できれば年内にも4団体統一をしたい」とドネアを踏み台に4冠統一に進む決意を表明した。一方のドネアは「モチベーションは高く、今回の試合は私のキャリアの中で最大の試合になると思う」とこの試合の重要性を認識し、前回の井上との対戦を終えてから「モチベーションと集中力が高まった」と明かし、「一戦目の直後から心に火がついた。負けたけど自分のベストの状態ではなかったという気持ちが残った。そしてこの試合に向けての練習が始まり、1戦目よりモチベーションが高く、自信も大きくなっている」とリベンジに自信を見せた。
2022年6月6日、横浜市内で前日計量が行われ、井上が53.5kg、ドネアが53.4kgで両者ともリミット53.5kgをクリアした。両者は計量後にコメントを残し、井上は「ここまできたので、後は明日リングの上で結果を出すだけなので、あとはファンの方に見守って頂き、自分は最高の結果を出すだけなので、2年７カ月前の一戦以上の熱い試合を期待して見ていて欲しい」と語り、ドネアは「とても楽しみだ。超燃えている。ずっと楽しみにしていた試合だ。最高の自分を見せるよ」と誓った。
2022年6月7日、さいたまスーパーアリーナで行われたWBA・WBC・IBF世界バンタム級王座統一戦において、井上が2回1分24秒TKO勝ちを収め、WBA王座は7度目、IBF王座は5度目の防衛とWBC王座を獲得し、3団体王座統一に成功した。

### 試合後
試合後の記者会見で井上は「2年7カ月ぶりの再戦、今日こうしえ最高の結果を残せいたことにすごく満足している。最高の日になりました」と話し始め、ドネアがプレスをかけたことに関しては「ドネアの出方は想像していた中のひとつ。プレスをかけてきて自分に手を出させてのカウンターだったり、自分が思い描いていたような出方ではあった。戸惑うことはなかったけど最初に左フックをもらったことによって気持ちを引き締めて戦うことができた」と説明。ドネアについては「体重の戻り方、リングで見たときに体重が戻りきっていないなという印象を受けた。同時にスピード重視の作戦でくるのかなと思いました」と前回の試合との違いを感じたという。ただし、かつてはあこがれだったドネアとWBSS決勝、そして今回と2度も対戦できたことを「誇りに思う」としみじみ語った。
一方敗れたドネアは試合後の控室でコメントし、「初回に強烈なパンチを食らってしまいました。カウンターを狙ったのですが、全く見えていませんでした」と井上の右ストレートに脱帽。「序盤にゲームプランを遂行しませんでした。素晴らしいゲームプランとともにリングに上がったんです。厳しいトレーニングを積んでとても自信がありました。今までに無いほど体の状態が良かったのです」と話すも、「しかし、試合が始まると殴り合いたくなってしまったのです。これは自分の一部なんです。取っ組み合いのような殴り合いが好きですから。最大のミスでした。私の最大の欠点です」と本能が目覚めてしまったと語り、「健康でいられることに感謝しています。イノウエには最大の賛辞を送ります。最初のダウンでもらったパンチは、今まで受けた中で最も強烈でした。倒れたことすら分かりませんでした。イノウエは倒せる力があるし、彼はやるべきことをやりました」と井上を称賛し、「これも成長の一部です。また立て直して大局を見ますよ」と現役続行を匂わせた。
2022年6月8日、試合から一夜明け3団体王座統一を果たした井上が横浜市内のジムで記者会見を開いた。井上は「自分が望んでいた試合をようやくできて、納得する試合ができた。反響はかなり感じている。報道陣の数でも感じる。試合の点数？　100点をつけられると思う」と落ち着いた表情で語り、「4団体統一にリーチがかかったので、バンタム級で本当のナンバーワンを目指してやっていきたい」と決意を述べ、次戦についてはWBO世界バンタム級王者ポール・バトラーとの4団体統一戦を希望し、「日本に来てくれるなら日本でいいし、イギリスでやりたいというなら出向いてもいい」と話した。
以降の動向は「井上尚弥 対 ポール・バトラー戦」を参照

## 対戦カード
^Note 1 WBA・WBC・IBF世界バンタム級王座統一戦、リングマガジン世界バンタム級タイトルマッチ
^Note 2 日本・WBOアジア太平洋スーパーバンタム級王座統一戦
^Note 3 日本・WBOアジアパシフィックスーパーライト級タイトルマッチ

## 採点表
| 王座：WBA・WBC・IBF世界バンタム級王座統一戦 リングマガジン世界バンタム級タイトルマッチ | 王座：WBA・WBC・IBF世界バンタム級王座統一戦 リングマガジン世界バンタム級タイトルマッチ | 王座：WBA・WBC・IBF世界バンタム級王座統一戦 リングマガジン世界バンタム級タイトルマッチ | 王座：WBA・WBC・IBF世界バンタム級王座統一戦 リングマガジン世界バンタム級タイトルマッチ | 王座：WBA・WBC・IBF世界バンタム級王座統一戦 リングマガジン世界バンタム級タイトルマッチ |                                                  | 主審：マイケル・グリフィン（WBC）                | 主審：マイケル・グリフィン（WBC）                | 主審：マイケル・グリフィン（WBC）                | 主審：マイケル・グリフィン（WBC）                | 主審：マイケル・グリフィン（WBC）     |                                       | 立会人：カルロス・チャベス（WBA:ベネズエラ,チャンピオンシップチェアマン） ドウェイン・フォード(WBC:アメリカ合衆国,NABF会長) 安河内剛（IBF:日本,JBC執行理事） | 立会人：カルロス・チャベス（WBA:ベネズエラ,チャンピオンシップチェアマン） ドウェイン・フォード(WBC:アメリカ合衆国,NABF会長) 安河内剛（IBF:日本,JBC執行理事） | 立会人：カルロス・チャベス（WBA:ベネズエラ,チャンピオンシップチェアマン） ドウェイン・フォード(WBC:アメリカ合衆国,NABF会長) 安河内剛（IBF:日本,JBC執行理事） | 立会人：カルロス・チャベス（WBA:ベネズエラ,チャンピオンシップチェアマン） ドウェイン・フォード(WBC:アメリカ合衆国,NABF会長) 安河内剛（IBF:日本,JBC執行理事） | 立会人：カルロス・チャベス（WBA:ベネズエラ,チャンピオンシップチェアマン） ドウェイン・フォード(WBC:アメリカ合衆国,NABF会長) 安河内剛（IBF:日本,JBC執行理事） |
| 開催日：2022年6月7日                                                                   | 開催日：2022年6月7日                                                                   | 開催日：2022年6月7日                                                                   | 開催日：2022年6月7日                                                                   | 開催日：2022年6月7日                                                                   | 会場：埼玉県さいたま市・さいたまスーパーアリーナ | 会場：埼玉県さいたま市・さいたまスーパーアリーナ | 会場：埼玉県さいたま市・さいたまスーパーアリーナ | 会場：埼玉県さいたま市・さいたまスーパーアリーナ | 会場：埼玉県さいたま市・さいたまスーパーアリーナ | 主催：トップランク プロベラム         | 主催：トップランク プロベラム         | 主催：トップランク プロベラム | 主催：トップランク プロベラム | 主催：トップランク プロベラム | | |
| 井上尚弥                                                                               | 井上尚弥                                                                               | 対                                                                                     | ノニト・ドネア                                                                         | ノニト・ドネア                                                                         | 井上尚弥                                         | 井上尚弥                                         | 対                                               | ノニト・ドネア                                   | ノニト・ドネア                                   | 井上尚弥                              | 井上尚弥                              | 対 | ノニト・ドネア | ノニト・ドネア | | |
| RS                                                                                     | TS                                                                                     | 回                                                                                     | TS                                                                                     | RS                                                                                     | RS                                               | TS                                               | 回                                               | TS                                               | RS                                               | RS                                    | TS                                    | 回 | TS | RS | | |
| 10                                                                                     |                                                                                        | 1                                                                                      |                                                                                        | 8                                                                                      |                                                  | 10                                               |                                                  | 1                                                |                                                  | 8                                     |                                       | 10 | | 1 | | 8 |
| 計                                                                                     |                                                                                        | –                                                                                      |                                                                                        | 計                                                                                     |                                                  | 計                                               |                                                  | –                                                |                                                  | 計                                    |                                       | 計 | | – | | 計 |
| 副審：ジャン・ロバート・レイン（WBA）                                                  | 副審：ジャン・ロバート・レイン（WBA）                                                  | 副審：ジャン・ロバート・レイン（WBA）                                                  | 副審：ジャン・ロバート・レイン（WBA）                                                  | 副審：ジャン・ロバート・レイン（WBA）                                                  | 副審：パトリック・マーレイ（3団体）              | 副審：パトリック・マーレイ（3団体）              | 副審：パトリック・マーレイ（3団体）              | 副審：パトリック・マーレイ（3団体）              | 副審：パトリック・マーレイ（3団体）              | 副審：デビット・サザーランド（3団体） | 副審：デビット・サザーランド（3団体） | 副審：デビット・サザーランド（3団体） | 副審：デビット・サザーランド（3団体） | 副審：デビット・サザーランド（3団体） | | |
| 処分：無し                                                                             | 処分：無し                                                                             | 処分：無し                                                                             | 処分：無し                                                                             | 処分：無し                                                                             | 減点：無し                                       | 減点：無し                                       | 減点：無し                                       | 減点：無し                                       | 減点：無し                                       | 結果：井上の2回1分24秒TKO勝ち         | 結果：井上の2回1分24秒TKO勝ち         | 結果：井上の2回1分24秒TKO勝ち | 結果：井上の2回1分24秒TKO勝ち | 結果：井上の2回1分24秒TKO勝ち | | |

## 試合の詳細

### ルール
- 4回と8回終了後に途中採点を公開予定だったが、試合当日に3団体で協議の結果中止
- インスタントリプレー採用

### グローブ
- 井上尚弥 レイジェス社（メキシコ製8オンス 黒）
- ノニト・ドネア エバーラスト社 （アメリカ製8オンス 青とオレンジ）

### ラウンドガール
- 天野麻菜、雪平莉左[41]

### 入場
井上が入場する際には、ギタリストの布袋寅泰が井上の入場に先立ってリング上で名前を読み上げられ、白のジャケットをまとった姿でリングイン。スポットライトを浴びながら、自身作曲の「BATTLE WITHOUT HONOR OR HUMANITY」をアレンジした「バトル・オブ・モンスター」を生演奏し、壮大な音楽に合わせて井上がリングインした。

## 放送
| 国/地域       | 地上波放送 | ケーブル・衛星放送 | PPV | ネット配信         |
| ------------- | ---------- | ------------------ | --- | ------------------ |
| 日本 (開催地) | N/A        | N/A                | N/A | Amazon Prime Video |
| アメリカ      | N/A        | N/A                | N/A | ESPN+              |